# エドマンド (初代ランカスター伯)

ランカスター伯エドマンドの紋章

初代ランカスター伯爵エドマンド（英語: Edmund, 1st Earl of Lancaster、1245年1月16日 - 1296年6月5日）は、イングランド王ヘンリー3世の次男。ランカスター家の祖ともみなされる。
クラウチバック（Crouchback）の異名をとる。

## 経歴
1245年1月16日にイングランド王ヘンリー3世とその王妃エリナー・オブ・プロヴァンスの間の次男として生まれる。兄にイングランド王エドワード1世がいる。
1254年に父王ヘンリー3世はローマ教皇グレゴリウス9世の意向に従ってエドマンドをシチリア王に即位させようとしたが、そのためにはシチリア王位継承戦争に莫大な資金を投入しなければならず、その負担への不満が1258年のオックスフォード議会で改革派諸侯が国王にオックスフォード条項を叩きつける原因の一つとなった。結局エドマンドは実際にシチリア王として君臨することはできず、1263年にはシチリア王退位を宣言している。
1265年には第2次バロン戦争で敗北した第6代レスター伯シモン・ド・モンフォールのレスター伯領を受け、レスター伯爵位を受けた。またレスター伯の盟友だった第6代ダービー伯ロバート・ド・フェラーズのダービー伯領も獲得した。さらに1267年6月30日にイングランド北西部ランカスター地域に莫大な所領を与えられ、ランカスター伯爵に叙された。これがランカスター家の創始となった。さらにフランスのシャンパーニュ伯領も獲得した。その所領はダービー、スタッフォード、レスター、ノーサンプトン、トレント峡谷諸地域を中心とし、加えてランカシャーからヨークシャー沿岸、南ウェールズからスコットランド国境地帯までに及ぶ広大なものとなった。
1277年と1282年には兄王エドワード1世に従ってウェールズ侵攻に従軍。1286年から1289年の兄王不在時には摂政としてウェールズの反乱の鎮圧にあたった。ガスコーニュでの従軍中の1296年6月5日にバイヨンヌで死去した。爵位と所領は長男のトマスが継承した。
「クラウチバック」（Crouchback）の異名をとっていた。この言葉は「猫背」を意味するが、実際に猫背だったわけではなく、1271年に兄エドワード（エドワード1世）とともに第8回十字軍に参加した際、背に十字架を背負ったことからついた渾名であったという。

## 家族
1269年にオマール女伯爵アヴリーヌと結婚。彼女との間に子供はなく、1276年にはフランス王ルイ9世の弟アルトワ伯ロベール1世の娘ブランシュと再婚。彼女との間に以下の3男1女を儲けた。
- トマス（1277年頃 - 1322年）：第2代ランカスター伯位を継承。バラブリッジの戦いを起こして刑死。
- ヘンリー（1281年 - 1345年）：第3代ランカスター伯位を継承。
- ジョン（1286年 - 1327年）：初代ボーフォート男爵。
- メアリー（生没年不詳）